# حمام السيد يحيى
حمّام السيد يحيى   من حمامات بغداد العامة  القديمة بجانب الرصافة من بغداد وكان في محلة سوق الغزل بسوق العطارين أشير إليه بوقفية مؤرخة في 9 صفر سنة 1357ه‍/10 نيسان 1938م. ولعله هو حمام السيد الواقع في مدخل سوق الصدرية من جهة شارع الوثبة قرب جامع الشيخ سراج الدين. الذي يعود إلى (بيت الدركزنلي) وانه باقٍ على حالته القديمة وبناؤه يدل على قِدمه .